# سیستم قانون محور (علوم رایانه)
سیستم قانون محور (به انگلیسی: Rule-based system) در علوم کامپیوتر به سیستم‌هایی گفته می‌شود که به ذخیره و تغییر اطلاعات می‌پردازند و معمولاً در علم هوش مصنوعی کاربرد دارند و مثال کلاسیک آن سیستم خبره‌ای است که در تشخیص پزشکی به پزشک کمک می‌کند.